# Gotthard Modin
Oscar Gotthard Modin, född 25 oktober 1863 i Gävle, död 2 april 1933, var en svensk tandläkare.
Modin blev student vid Uppsala universitet 1881, blev elev hos tandläkaren Albin Lenhardtson i Stockholm 1885 samt avlade tandläkarkandidatexamen 1886 och tandläkarexamen 1987. Han var praktiserande tandläkare i Falun 1887–1900, därefter i Stockholm och medlem av examensnämnden vid Tandläkarinstitutet 1904-08. År 1907 blev han hovtandläkare hos kung Oscar II och drottning Sofia. Han företog studieresor i Tyskland, Storbritannien, Frankrike och Danmark.

## Utmärkelser
- Riddare av första klassen av Vasaorden, 1917.[1]